# Драганов, Петко
Петко Неделчев Драганов (25 февраля 1958, София, Болгария) — болгарский политический и общественный деятель, дипломат. Заместитель генерального секретаря Конференции ООН по торговле и развитию (ЮНКТАД) с 1 мая 2009 года.
Согласно его официальной биографии в сайте ЮНКТАД он родился в Каире (Египет) 25 января 1958 г.
В 1976 году закончил английскую языковую гимназию в Софии, в 1983 году — Московский государственный институт международных отношений по специальности «Международное право». С 1983 года работает в Министерстве иностранных дел Болгарии в Отделе внешнеполитической информации и в Африканском отделе.
Работает в посольстве Болгарии в Гане (1985—1986) и в посольстве Болгарии в Зимбабве (1990—1993). Он становится первым чрезвычайным и полномочным послом Болгарии в Южноафриканской республике (1993—1998).
В периодах 1998—2001 г. и 2005—2009 г. он постоянный представитель Болгарии в Организации Объединённых Наций и в других международных организациях в Женеве. Заместитель министра иностранных дел Болгарии и одновременно председатель Национальной комиссии Республики Болгария по ЮНЕСКО между 2001 и 2005 гг.
С август до декабря 2000 г. председатель Конференции по разоружению под эгидой ООН. Был также специальным представителем по Молдове действующего председателя Организации по безопасности и сотрудничеству в Европе.
В феврале 2009 г. избран заместителем генерального секретаря Конференции ООН по торговле и развитию, считая с 1 мая 2009 г.